# Craig Galliano
Craig Galliano (Gibraltar, 23 april 2002) is een Gibraltarese darter die toernooien van de Professional Darts Corporation 
en World Darts Federation speelt.

## Dartscarrière
In 2018 wist Galliano te zegevieren op het Gibraltar Open Youth, georganiseerd door de World Darts Federation. In de editie van 2019 werd hij tweede.
In 2020 nam Galliano voor het eerst deel aan de World Cup of Darts van de Professional Darts Corporation. Het Gibraltarese duo, dat hij vormde met Justin Hewitt, verloor in de eerste ronde met 3-5 van Darius Labanauskas en Mindaugas Barauskas uit Litouwen. Een jaar later volgde zijn eerste deelname aan de Gibraltar Darts Trophy. In de eerste ronde was Mervyn King met een score van 6-0 te sterk.
Zijn eerste halve finale op de Development Tour bereikte Galliano in mei 2022. Op de World Cup of Darts van 2022 vormde hij opnieuw het Gibraltarese koppel met Justin Hewitt. De twee boden flinke tegendruk, maar in de eerste ronde waren de Noord-Ieren Daryl Gurney en Brendan Dolan met een einduitslag van 3-5 net een maatje te groot. Op de Gibraltar Darts Trophy van dat jaar wist Galliano met 6-3 te winnen van Mario Vandenbogaerde, waarna hij het mocht opnemen tegen Peter Wright. Deze ontmoeting won zijn Schotse tegenstander met 6-2.
In juni 2023 was Galliano opnieuw tezamen met Justin Hewitt aanwezig op de World Cup of Darts. In de groepsfase wonnen de twee van het duo uit Guyana. In diezelfde ronde bleken de Australiërs te sterk.
Galliano kwam op de World Cup of Darts 2024 wederom uit voor zijn thuisland, samen met Justin Hewitt. In de groepsfase won het duo van de spelers uit Spanje, maar het tweetal uit Zweden was daarin te sterk.
Samen met Justin Hewitt kwam Galliano op de World Cup of Darts 2025 opnieuw uit voor Gibraltar. Het koppel eindigde in de groepsfase qua gewonnen wedstrijden, legsaldo en aantal punten precies gelijk met de duo's uit Ierland en China. De Gibraltarezen verloren van de Ieren, maar wonnen van de Chinezen. Ierland ging door naar de knock-outfase op basis van het aantal breaks.

## Resultaten op wereldkampioenschappen

### WDF

#### World Cup
- 2023: Laatste 16 (verloren van Brandon Weening met 1-4)

### PDC World Youth Championship
- 2022: Groepsfase (Verloren van Man Lok Leung met 2-5, gewonnen van Joshua Richardson met 5-4)[13]
- 2023: Groepsfase (Verloren van Owen Maiden met 4-5, gewonnen van Lewis Gurney met 5-4)
- 2024: Groepsfase (Verloren van Xanti Van den Bergh met 3-5, gewonnen van Christopher Toonders met 5-2 en Charlie Stocks met 5-0)

## Trivia
- Galliano is ook actief als voetballer. In de Gibraltar National League, de hoogste voetbalcompetitie van Gibraltar, was hij actief als middenvelder voor onder meer Glacis United FC en Lincoln Red Imps FC.[14] Hij speelde interlands voor het Gibraltarees voetbalelftal onder 17, onder 19 en onder 21.[15][16]
- In het dagelijks leven is Galliano werkzaam bij de politie.[10]